# Spansk-marockanska kriget
Spansk-marockanska kriget (spanska: La Guerra de África, kriget om Afrika), var den militära konflikten mellan Spanien och sultanatet Marocko mellan 1859 och 1860, under drottning Isabella II:s regeringstid.

## Förhistoria
Sedan 1840 utsattes de spanska städerna Ceuta och Melilla för ständigt upprepade intrång av marockanska grupper. Till detta kom aggressioner mot de stationerade trupperna i vissa punkter, framför allt under 1844, 1845, 1848 och 1854. Spanska armén svarade omedelbart på dessa aktioner, men genom att provokatörerna blev kvar på marockanskt område, kom situationen vanemässigt att ständigt upprepas. När en spansk förläggning i augusti 1859 blev attackerad när man höll på med reparationer av olika befästningar, krävde den spanske regeringspresidenten Leopoldo O'Donnell att sultanen av Marocko skulle statuera ett exempel för angriparna. Men av detta blev inget gjort.
O'Donnell var en man med hög militär prestige och var just då i färd med att utvidga stödet för den liberala regeringens politik. Han var också medveten om att pressen klagade och insisterade på en bestämd reaktion från den verkställande makten och föreslog kongressen att förklara krig mot Marrocko den 22 oktober, efter att ha fått medhåll från den franska och engelska regeringen, trots den senares reservationer när det gällde kontrollen av zonen vid Gibraltarsundet vilket till slut skulle försvaga den spanska positionen när det gällde att avsluta konflikten.